# Chrysopilus sobolevae
Chrysopilus sobolevae är en tvåvingeart som beskrevs av Vladimir N. Makarkin och Vasily S. Sidorenko 2001. Chrysopilus sobolevae ingår i släktet Chrysopilus och familjen snäppflugor. Inga underarter finns listade i Catalogue of Life.